# Actaea pachypoda
Actaea pachypoda е растение от семейство Лютикови, обитаващо в естествени условия източната част на Северна Америка.

## Описание
Растението на един клон има около 60 плода. Те са безвредни за птиците. Само 5 плодчета могат да убият човек за 3 часа, ако не се наложи противоотрова. Те съдържат кардио и неротоксини. Вътре са кухи. Очите на куклата растат от май до ноември.